# Eurovision Song Contest 1963

Deltagande länder.

Eurovision Song Contest 1963, sändes den 23 mars 1963 från BBC Television Centre i London, Storbritannien trots att landet inte hade vunnit året innan. Frankrike hade rätten att stå värd för festivalen, men avböjde på grund av ekonomiska brister. Värd för festivalen, för andra gången, var Katie Boyle. Kapellmästare var Eric Robinson. Svensk kommentator var Jörgen Cederberg.
Svensk röstningsavlämnare var Edvard Matz. Varje jury delade ut 5, 4, 3, 2 och 1 poäng.
Pausnumret bestod av Barbro och Ola Nordström från Sala, som bjöd på underhållning genom akrobatik på cykel.
Vinnare detta år blev Danmark med sången "Dansevise" med Grethe & Jørgen Ingmann.

## Bidragen
| Nr | Land           | Artist                  | Sång                            | Språk           | Placering | Poäng |
| -- | -------------- | ----------------------- | ------------------------------- | --------------- | --------- | ----- |
| 1  | Storbritannien | Ronnie Carroll          | Say wonderful things            | Engelska        | 4         | 28    |
| 2  | Nederländerna  | Annie Palmen            | Een speeldoos                   | Nederländska    | 13        | 0     |
| 3  | Västtyskland   | Heidi Brühl             | Marcel                          | Tyska           | 9         | 5     |
| 4  | Österrike      | Carmela Corren          | Vielleicht geschieht ein Wunder | Tyska, Engelska | 7         | 16    |
| 5  | Norge          | Anita Thallaug          | Solhverv                        | Norska          | 13        | 0     |
| 6  | Italien        | Emilio Pericoli         | Uno per tutte                   | Italienska      | 3         | 37    |
| 7  | Finland        | Laila Halme             | Muistojeni laulu                | Finska          | 13        | 0     |
| 8  | Danmark        | Grethe & Jørgen Ingmann | Dansevise                       | Danska          | 1         | 42    |
| 9  | Jugoslavien    | Vice Vukov              | Brodovi                         | Kroatiska       | 11        | 3     |
| 10 | Schweiz        | Esther Ofarim           | T'en va pas                     | Franska         | 2         | 40    |
| 11 | Frankrike      | Alain Barrière          | Elle était si jolie             | Franska         | 5         | 25    |
| 12 | Spanien        | José Guardiola          | Algo prodigioso                 | Spanska         | 12        | 2     |
| 13 | Sverige        | Monica Zetterlund       | En gång i Stockholm             | Svenska         | 13        | 0     |
| 14 | Belgien        | Jacques Raymond         | Waarom?                         | Nederländska    | 10        | 4     |
| 15 | Monaco         | Françoise Hardy         | L'amour s'en va                 | Franska         | 5         | 25    |
| 16 | Luxemburg      | Nana Mouskouri          | À force de prier                | Franska         | 8         | 13    |

I och med den danska segern detta år, så bröts den franskspråkiga dominansen bland vinnarländerna. Åren 1956-1962 hade tävlingen hela fem gånger vunnits av franskspråkiga bidrag.  
När Norge som femte land skulle avge sina röster uppstod den situation som kom att avgöra detta års tävling. Vid röstningen skulle först anges startnumret på det land som skulle få respektive poäng, sedan namnet på landet som skulle få poäng och sist själva poängen. Men då Norge röstade stämde inte startnummer på bidraget ihop med det land som hade detta startnummer. Programledaren Katie Boyle påpekade detta efter att den norske representanten avgett Norges poäng, varvid denne bad att få återkomma, vilket så också skedde. De poäng Norge avgivit kvarstod dock medan övriga länder avgav sina poäng. 
När Norge kontaktades igen efter att övriga länder röstat, ledde Schweiz med 42 poäng mot Danmark med 40 poäng. Men Norge, som tidigare gett Schweiz 3 poäng, gav nu Schweiz bara 1 poäng, samtidigt som Danmark, som tidigare fått 2 poäng av Norge, nu fick 4 poäng. Detta innebar att  förstaplatsen och andraplatsen bytte plats så att Danmark nu ledde med 42 poäng, och att Schweiz låg på andra plats med 40 poäng. 
| Startordning | Startordning   | Röster | Röster | Röster | Röster | Röster | Röster | Röster | Röster | Röster | Röster | Röster | Röster | Röster | Röster | Röster | Röster | Röster |
| Startordning | Startordning   | Totalt | UK     | NL     | DE     | AT     | NO     | IT     | FI     | DK     | YU     | CH     | FR     | ES     | SE     | BE     | MC     | LU     |
| ------------ | -------------- | ------ | ------ | ------ | ------ | ------ | ------ | ------ | ------ | ------ | ------ | ------ | ------ | ------ | ------ | ------ | ------ | ------ |
| Bidrag       | Storbritannien | 28     |        | 3      | -      | -      | 5      | -      | 3      | 3      | 3      | -      | 3      | 5      | 2      | -      | 1      | -      |
| Bidrag       | Nederländerna  | 0      | -      |        | -      | -      | -      | -      | -      | -      | -      | -      | -      | -      | -      | -      | -      | -      |
| Bidrag       | Västtyskland   | 5      | -      | -      |        | -      | 2      | -      | -      | -      | -      | -      | -      | -      | -      | -      | 3      | -      |
| Bidrag       | Österrike      | 16     | 4      | -      | -      |        | -      | -      | 4      | 1      | -      | -      | 2      | -      | 3      | 2      | -      | -      |
| Bidrag       | Norge          | 0      | -      | -      | -      | -      |        | -      | -      | -      | -      | -      | -      | -      | -      | -      | -      | -      |
| Bidrag       | Italien        | 37     | 2      | 1      | -      | -      | 3      |        | 2      | 5      | 4      | 5      | -      | 3      | -      | 3      | 5      | 4      |
| Bidrag       | Finland        | 0      | -      | -      | -      | -      | -      | -      |        | -      | -      | -      | -      | -      | -      | -      | -      | -      |
| Bidrag       | Danmark        | 42     | 3      | 5      | 2      | 3      | 4      | 2      | 5      |        | -      | 3      | -      | -      | 5      | 5      | -      | 5      |
| Bidrag       | Jugoslavien    | 3      | -      | -      | -      | -      | -      | -      | -      | -      |        | -      | 1      | 2      | -      | -      | -      | -      |
| Bidrag       | Schweiz        | 40     | 5      | -      | 4      | 5      | 1      | 5      | -      | 4      | -      |        | -      | 4      | 1      | 4      | 4      | 3      |
| Bidrag       | Frankrike      | 25     | -      | 4      | 1      | 2      | -      | 4      | -      | -      | 5      | 4      |        | 1      | -      | 1      | 2      | 1      |
| Bidrag       | Spanien        | 2      | -      | -      | -      | -      | -      | -      | -      | -      | 2      | -      | -      |        | -      | -      | -      | -      |
| Bidrag       | Sverige        | 0      | -      | -      | -      | -      | -      | -      | -      | -      | -      | -      | -      | -      |        | -      | -      | -      |
| Bidrag       | Belgien        | 4      | -      | -      | -      | 4      | -      | -      | -      | -      | -      | -      | -      | -      | -      |        | -      | -      |
| Bidrag       | Monaco         | 25     | 1      | 2      | 5      | 1      | -      | 3      | -      | -      | 1      | 1      | 5      | -      | 4      | -      |        | 2      |
| Bidrag       | Luxemburg      | 13     | -      | -      | 3      | -      | -      | 1      | 1      | 2      | -      | 2      | 4      | -      | -      | -      | -      |        |

## Återkommande artister
| Artist         | Land           | Tidigare år |
| -------------- | -------------- | ----------- |
| Ronnie Carroll | Storbritannien | 1962        |